# Pliosaurus

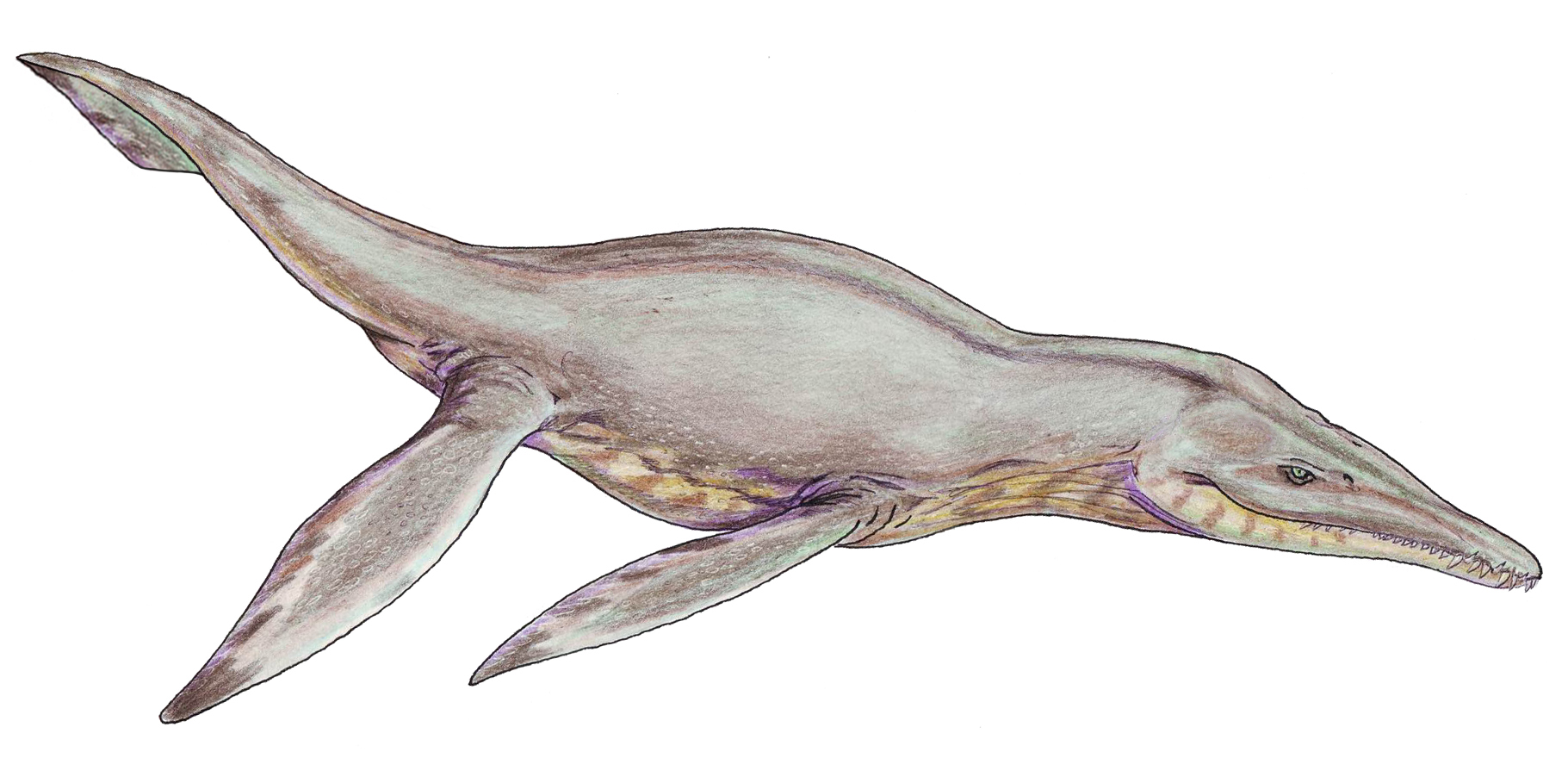
Una ricostruzione di Pliosaurus brachydeirus

Il pliosauro (gen. Pliosaurus) è un genere di grandi rettili marini appartenenti ai plesiosauri, vissuto nel Giurassico superiore (circa 150 milioni di anni fa), i cui resti fossili sono stati ritrovati in Europa (Inghilterra). Il genere dà il nome al gruppo dei pliosauri (Pliosauroidea).

## Morfologia

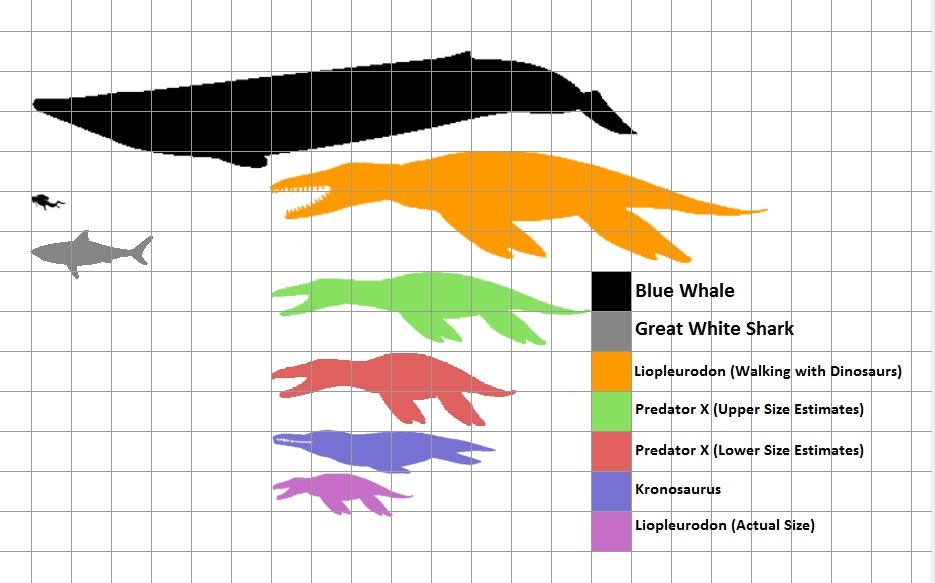
I pliosauri sono generalmente considerati tra i più grandi predatori mai esistiti. Con esemplari che andavano dalle dimensioni paragonabili a quelle di uno squalo bianco a quelle di un capodoglio se non di più. Da notare come le dimensioni massime del Pliosaurus macromerus siano paragonabili a quelle del Liopleurodon della serie Walking With Dinosaurs

Dotato di una testa enorme fornita di grandi denti aguzzi, il pliosauro era sicuramente uno dei massimi predatori marini della sua era. I denti sono particolarmente robusti, e nella parte anteriore della mascella sono simili a lunghi canini, che servivano a penetrare nella preda e a ucciderla. I denti posteriori assomigliano a uncini, e con tutta probabilità servivano a spingere la preda verso la gola dell'animale. Pliosaurus, con una lunghezza di circa nove-diciannove metri, potrebbe essere stato sufficientemente grande da inghiottire una preda senza il bisogno di farla a pezzi. La testa e il collo ampi potrebbero aver aiutato nell'operazione di inghiottimento. D'altronde, il termine del muso stretto e alcuni resti rinvenuti all'interno della cavità addominale fanno pensare che questo animale fosse un predatore specie opportunista che si nutriva di una vasta gamma di prede, che includevano cefalopodi, pesci e altri rettili. Le grandi orbite e le orecchie acusticamente isolate suggeriscono che il pliosauro si basasse principalmente sul senso della vista per cacciare. Le narici sembrerebbero essere state troppo piccole per essere utilizzate nella respirazione, e quindi potrebbero aver avuto una funzione olfattiva subacquea.

## Classificazione
Il pliosauro dà il nome ai pliosauroidi (Pliosauroidea), un sottogruppo di plesiosauri che, contrariamente ai membri tipici del gruppo, possedevano enormi teste e colli corti. Il pliosauro, in particolare, è noto attraverso numerosi resti fossili ritrovati in Inghilterra in strati del Kimmeridgiano (circa 150 milioni di anni fa), appartenenti a tre specie: Pliosaurus brachydeirus lungo tra i 9,7 e i 12 metri, P. portentificus di 7,9 metri e P. macromerus, quest'ultima precedentemente attribuita a un genere a sé stante, Stretosauruse i cui resti dovevano appartenere a una creatura lunga tra i 19 e i 24 metri. Pliosaurus era assai affine al ben noto Liopleurodon, vissuto negli stessi luoghi qualche milione di anni prima.

## Predator X
Il cosiddetto Predator X è un esemplare di pliosauro vissuto all'incirca 147 milioni di anni fa, all'inizio del Cretaceo. Iniziali articoli della stampa generalista (e sensazionalista) riportavano alcune misurazioni, poi risultate errate, con una lunghezza stimata di 17 metri, enormi fauci di circa 3 metri con denti di 30 centimetri, ed un peso di 45 tonnellate. 
L'esemplare da cui erano state desunte queste misurazioni è stato ritrovato nell'Artico, nei pressi delle Isole Svalbard, con uno scheletro parziale e frammentario (parti del cranio, delle vertebre del collo e della schiena, la pinna anteriore ecc.). La scoperta avvenne nel 2006, nel corso di campagne di scavo cominciate nel 2004 e terminate nel 2011, in cui sono state ritrovate anche parti di un secondo esemplare della stessa specie; la descrizione formale dei ritrovamenti è stata pubblicata nel 2012 sul Norwegian Journal of Geology (numero 92). Ad un'analisi scientifica reale i campioni sono risultati appartenere ad una specie del genere Pliosaurus, denominata Pliosaurus funkei. Pur risultando un predatore di grandi proporzioni (forse uno dei maggiori pliosauri mai trovati e descritti) le stime sono state riviste al ribasso rispetto a quanto apparso sulla stampa generalista: 12 metri di lunghezza, un cranio di circa 2 m, ed una massa di circa 30 tonnellate.
Il giacimento in cui è stato rinvenuto questo esemplare si è rivelato un Lagerstätte importante per i vertebrati marini mesozoici, nel medesimo numero della rivista di geologia norvegese sono infatti descritti anche altri due generi di pliosauri (di taglia inferiore ma di specie chiaramente distinta, con il collo lungo) e due di ittiosauri. Inoltre questo esemplare e questo giacimento hanno contribuito alla revisione del genere Pliosaurus e al chiarimento delle relazioni filogenetiche tra i pliosauri del medio giurassico con quelli del primo cretaceo.